# Музей Оствалль

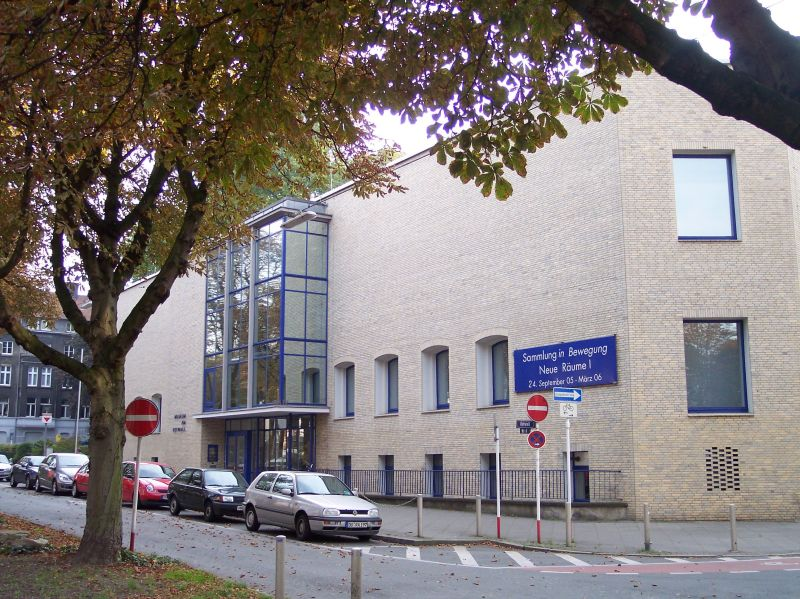
Старое здание

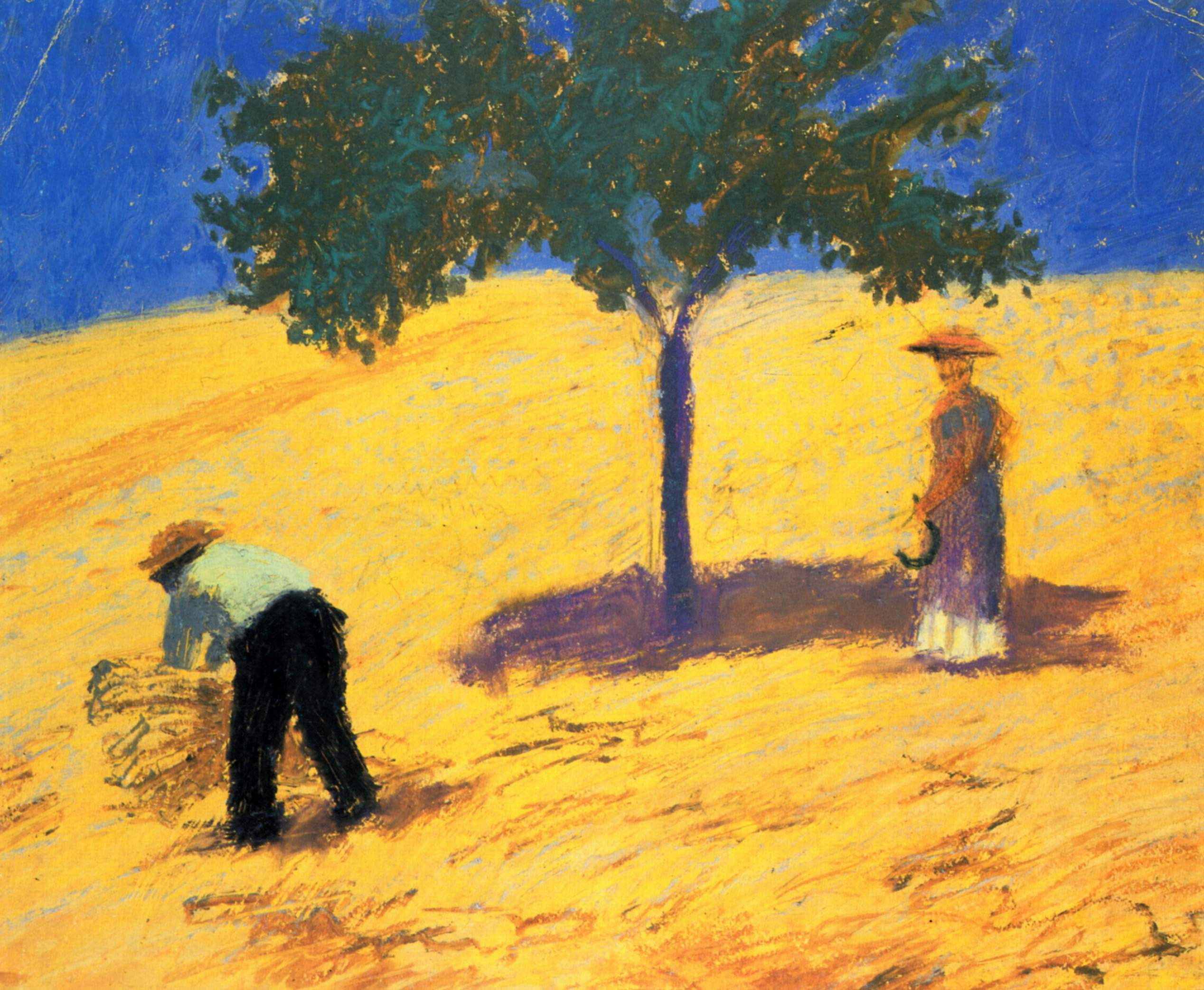
Август Макке. Дерево в кукурузном поле.(190)

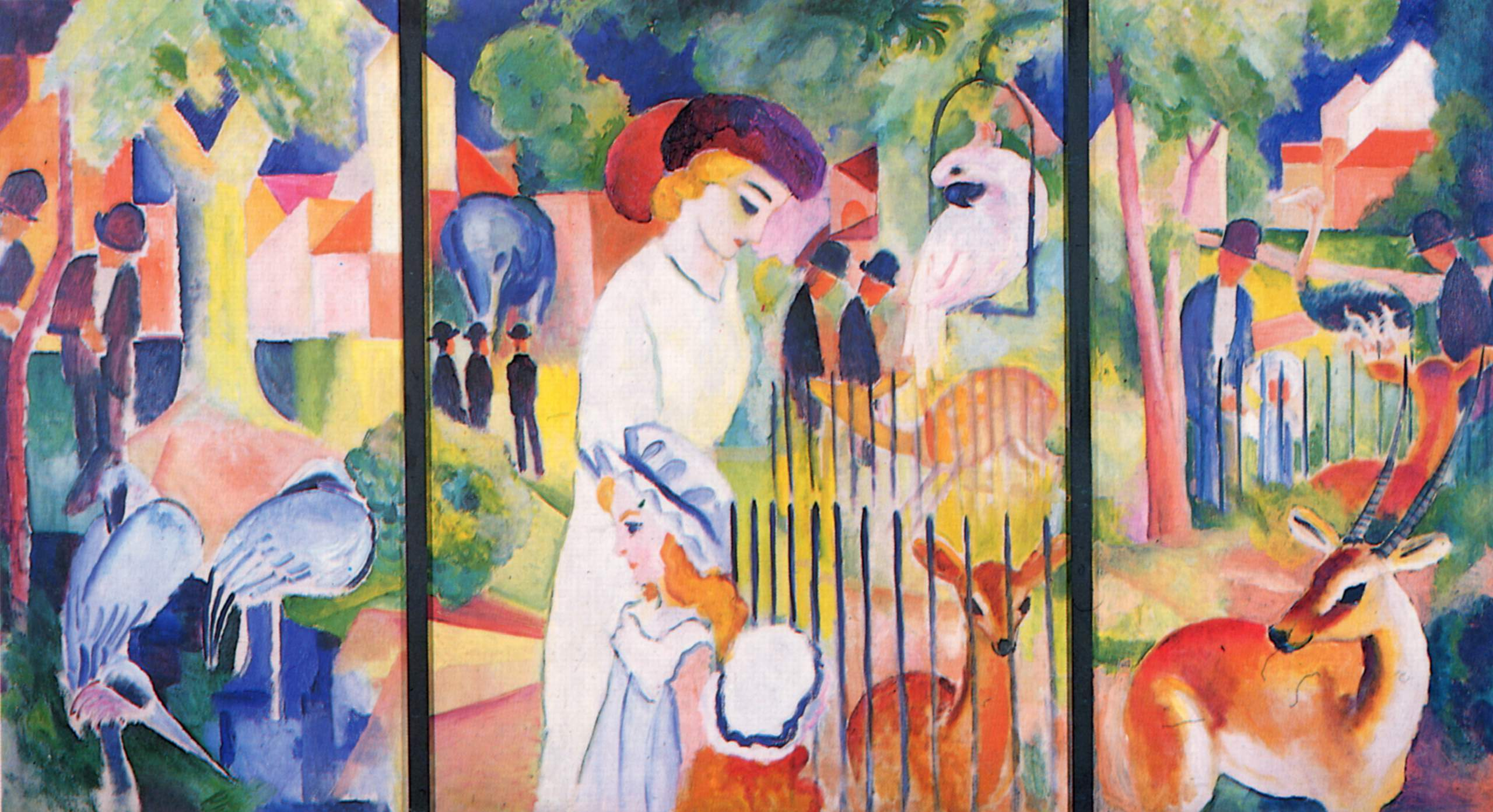
Август Макке. Большой зоологический сад. Триптих. 1913

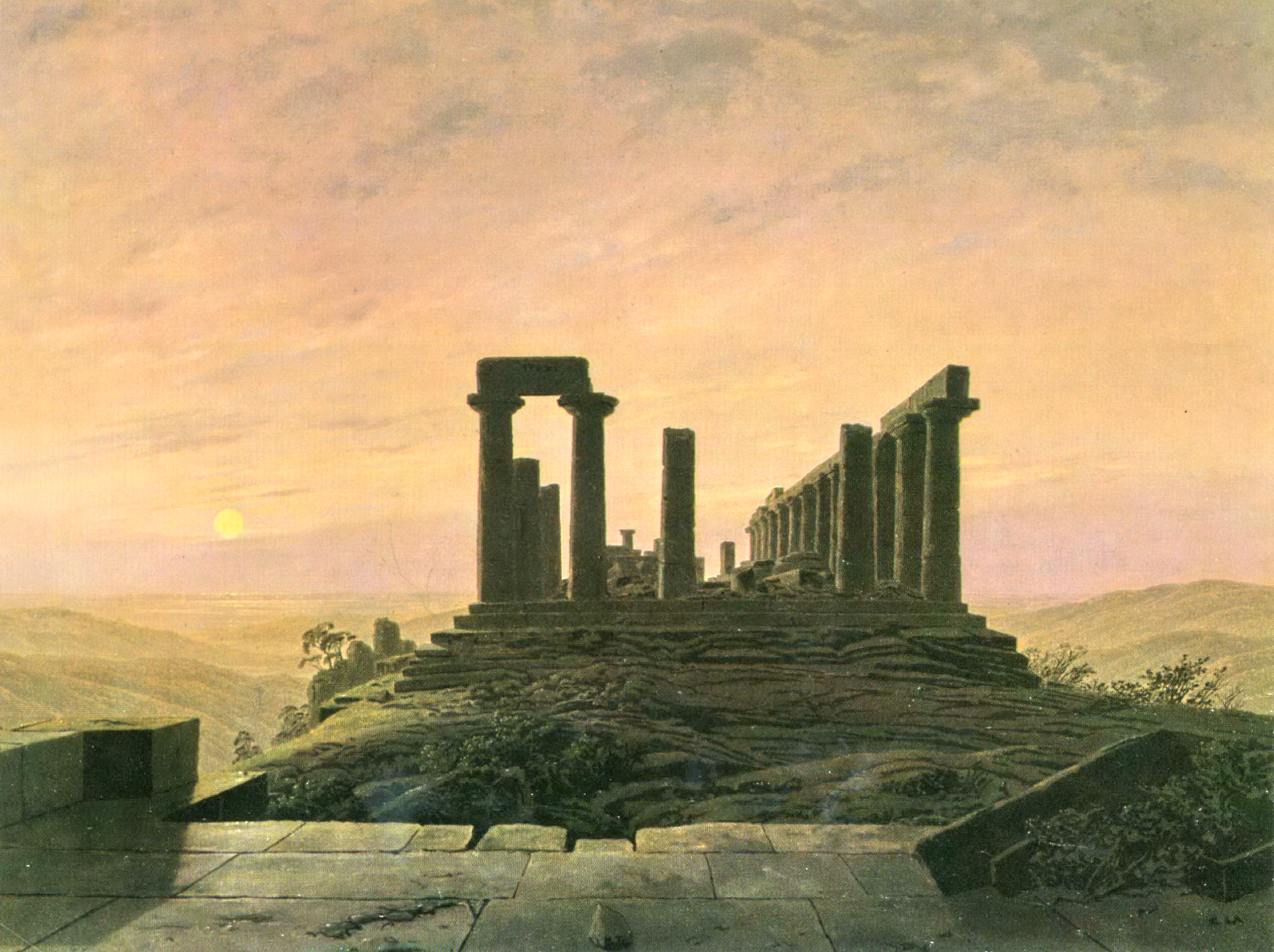
Каспар Давид Фридрих. Храм Юноны в Агридженто. Ок. 1828—1830

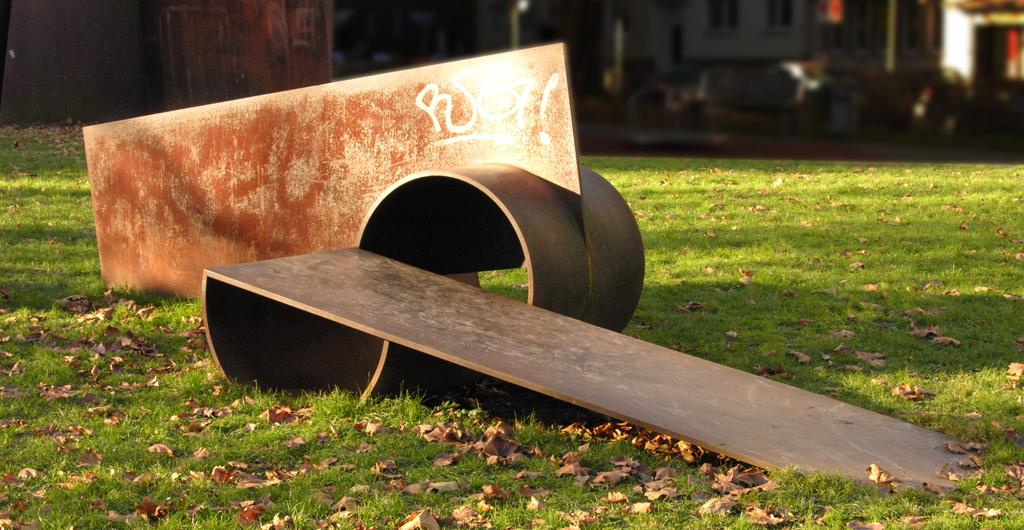
Стальная скульптура Хайнца-Гюнтера Прагера в старом саду скульптур

Музей Оствалль (нем. Museum Ostwall) — музей модерна и современного искусства в Дортмунде (Германия). Он был основан в конце 1940-х годов и с 2010 года расположен в здании Dortmunder U. Коллекция музея включает в себя картины, скульптуры, объекты и фотографии XX века, а также более 2 500 произведений графики. Она охватывает период от экспрессионизма до современного искусства нынешнего времени.

## История
Первоначально (с 1947 по 2009 год) музей располагался на Оствалле (дороге в центре Дортмунда, идущей от старых городских стен) и включал в себя небольшой скульптурный сад. Ранее на том месте находился Музей искусства и истории культуры, муниципальная коллекция искусства, с 1911 года и до его разрушения во время Второй мировой войны. Ещё ранее, до 1911 года, в нём размещалось старое Вестфальское горное управление.
Постепенная перестройка, с использованием строительных материалов из руин Музея истории искусства и культуры, началась в конце 1940-х годов. Первая выставка в Музее Оствалль прошла в 1949 году, тем самым он стал одним из первых послевоенных музеев искусства XX века в Германии и продолжил расширяться до 1956 года. Музей искусства и истории культуры же был временно перемещён в замок Каппенберг до своего возвращения в Дортмунд в 1983 году.
В июне 2009 года музей закрылся и начал свой переезд в здание Dortmunder U, где он вновь открылся под новым, сокращённым названием Музей Оствалль в октябре 2010 года специальной выставкой «Музей как электростанция» (нем. Das Museum als Kraftwerk). Это семиэтажное строение, бывшая пивоварня и склад Дортмундского союза, сыграло ключевую роль в продвижении Рурской области в качестве «культурной столицы Европы 2010» (RUHR.2010 — Kulturhauptstadt Europas).

## Коллекция
Коллекция изначально была составлена из произведений, которые нацисты классифицировали как «дегенеративное искусство». Коллекция Грёппеля, содержащая около 200 картин, скульптур и графических работ, была приобретена в 1957 году и в настоящее время является одним из краеугольных камней собрания музея.
Основу коллекции музея составляют произведения Эрнста Людвига Кирхнера, Отто Мюллера, Эмиля Нольде и Карла Шмидта-Ротлуфа, основавших движение Мост в Дрездене в 1905 году. Творческое объединение Синий всадник, образованное в 1912 году, представлено в музее работами Василия Кандинского, Франца Марка, Августа Макке и Алексея фон Явленского. Коллекция произведений Явленского в Музее Оствалль является второй крупнейшей в Германии после собрания его работ в Музее Висбадена.
Коллекции музея также включает в себя 26 графических работ Пабло Пикассо 1940-х и 1950-х годов, а также подобные произведения Жоана Миро, Марка Шагала и Сальвадора Дали. В музее хранится по одной работе Отто Дикса, Лионеля Фейнингера, Альберто Джакометти, Пауля Клее, Оскара Кокошки и Оскара Шлеммера. Среди натюрмортов в музее выделяются произведения Кристиан Рольфс.
В начале 1990-х годов музей приобрёл более 1 000 работ из коллекции художника Зигфрида Кремера, в том числе произведения Марселя Дюшана, Йозефа Бойса, Нам Джун Пайка, Вольфа Фостеля, Гюнтера Юкера и Жана Тенгели.

## Деятельность
В 1962 году была открыта детская студия живописи, один из первых подобных учебных проектов в музее. «Молодежный арт-клуб» (нем. Jugendkunstclub) даёт возможность молодёжи посещать выставки, знакомиться с художниками и создавать собственные работы в мастерской музея. Во время школьных каникул здесь также проводятся художественные мастер-классы. Образовательные проекты были продолжены и после переезда музея на новом месте в 2010 году.
Экспозиция музея меняется два раза в год, чтобы представить публике как можно большее количество работ.
В старых залах музея проходят гастрольные концерты и утренники. Музей также издаёт художественные книги и каталоги, частично финансируемые некоммерческим обществом «Друзья Музея Оствалль».